# Kungaparets Bröllopsfond
Kungaparets Bröllopsfond är en kunglig stiftelse som stiftades i maj 1976 och som arbetar till förmån för ungdomar med funktionsnedsättning. Fonden syftar bland annat till att ge tillgång till idrottsutrustning och för att stödja forskning inom området ungdom och funktionsnedsättning. Ordförandeskapet delades 1976 mellan kung Carl XVI Gustaf och Drottning Silvia. Fonden delar årligen ut cirka 600 000 kronor.